# Armington
Armington es una villa ubicada en el condado de Tazewell en el estado estadounidense de Illinois. En el Censo de 2010 tenía una población de 343 habitantes y una densidad poblacional de 464,68 personas por km².

## Geografía
Armington se encuentra ubicada en las coordenadas 40°20′23″N 89°18′51″O / 40.33972, -89.31417. Según la Oficina del Censo de los Estados Unidos, Armington tiene una superficie total de 0.74 km², de la cual 0.74 km² corresponden a tierra firme y (0%) 0 km² es agua.

## Demografía
Según el censo de 2010, había 343 personas residiendo en Armington. La densidad de población era de 464,68 hab./km². De los 343 habitantes, Armington estaba compuesto por el 99.71% blancos, el 0% eran afroamericanos, el 0% eran amerindios, el 0% eran asiáticos, el 0% eran isleños del Pacífico, el 0.29% eran de otras razas y el 0% pertenecían a dos o más razas. Del total de la población el 2.62% eran hispanos o latinos de cualquier raza.